# 鰐塚山
鰐塚山（わにつかやま）は宮崎県宮崎市・日南市・北諸県郡三股町にまたがる山で、鰐塚山地の最高峰である。

## 概要

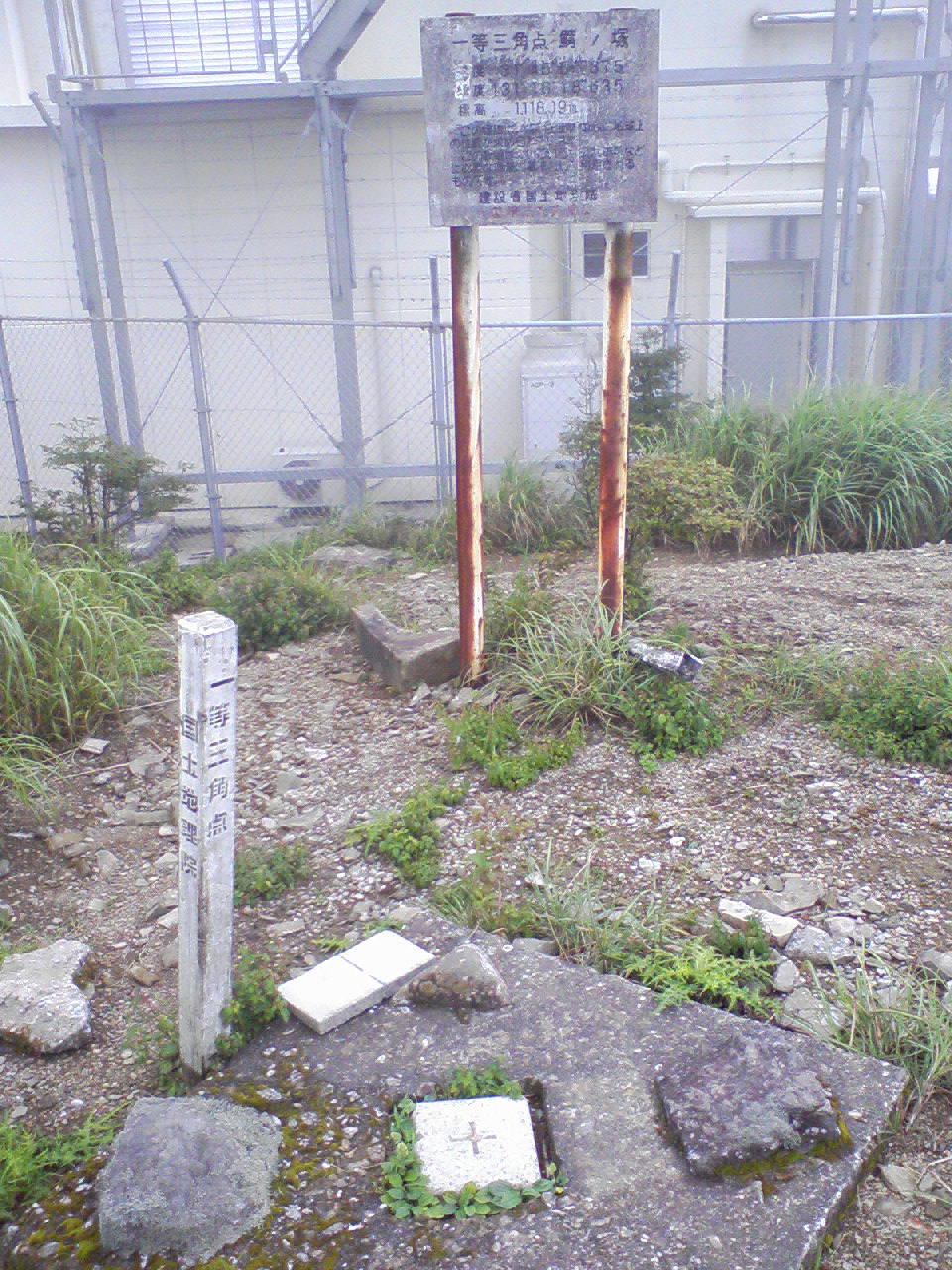
山頂にある一等三角点「鰐ノ塚」

標高は1,118m。わにつか県立自然公園に指定されている。
山頂からは錦江湾、桜島なども見える。山頂へは「わにつか渓谷いこいの広場」から始まる登山道を利用して登るか、自動車で登ることも可能（ただし、道路は狭隘である）。
中腹には「わにつか渓谷いこいの広場」がありキャンプ場などが設置されていたが、2005年の台風14号で山腹が崩壊し、土石流が発生して鰐塚渓谷がほぼ完全に破壊したため、同広場は消滅した。また、この被災の影響および地すべりの危険性が高まっていることから、2008年現在、同広場からの宮崎市田野町側のルートの利用は自己責任によるとされている。

## 歴史
名称は山幸彦と海幸彦の説話に登場する鰐（わに、短い龍)に由来するとされ、古くは鰐ノ塚山と呼ばれていた。

## 自然環境
山腹には人工林が多いが山頂付近にはモミ、アカガシ、ウリハダカエデ、ハウチワカエデなどの自然林が残されている。標高が1000メートル以上あるため比較的冷涼な地域の植物が多く見られ、イワザクラ、シモバシラなどここを南限とする植物が約30種確認されている。また、世界的に珍しいキリノミタケと呼ばれるキノコが確認されているほか、テンナンショウ属のヒュウガヒロハテンナンショウはここと鹿児島県の稲尾岳でしか見られない。

### 気候
鰐塚山の年間雨量は3000ミリを越え、日本においても特に雨の多い地域の一つである。また、冬季の冷たく乾いた風である「鰐塚おろし」を利用して麓の宮崎市田野町では漬物大根作りが行われている。一方で暖かい南西風が鰐塚山地を越えて吹き降ろすフェーン現象が起きると宮崎市周辺の気温が上昇する。

## 天然の電波塔
鰐塚山は観光地であるとともに、宮崎県内ではテレビ塔のある山として知られている。宮崎県の全テレビ局とFMラジオの中継所の親局が鰐塚山にあり、ここから発信される電波は宮崎平野や都城盆地など、同県の約75%の人口地域をカバーしている。また、このほか、官公庁の無線設備やNTTの中継所も置かれている。
テレビ局の送信所は、当初は宮崎市北部の平和台に設置する予定であったが、中継局を大量に設置する必要があることが想定された。NHK宮崎放送局と宮崎放送（MRT）は送信所の場所を変更することを決定し、当時注目を集めていたマウンテン・トップ方式（標高の高い地点に送信所を設置し、放送対象地域の広範囲をカバーする方式）を導入することにした。青井岳（宮崎市・都城市境）や尾鈴山などで調査を進めた結果、条件に合致した設置場所として鰐塚山山頂が採用された。「標高1,100メートルの山頂では、災害時に孤立化する可能性がある」という立地条件を考慮した結果、施設は設置当初から無人化されることとなった。1960年時点においても中継局が無人化される例は幾度とあったが、親局が無人化されるのは非常に珍しいことであった。
NHK（総合テレビ）は1960年7月に、MRTは10月にそれぞれ開局した。以降、1963年12月にNHK Eテレが、1964年7月にNHK-FM放送が（正確には試験放送）、1970年4月にテレビ宮崎（UMK）が、1984年12月にエフエム宮崎（JOY FM）が、2016年4月にMRTラジオのFM補完中継局（通称：ワイドFM）がそれぞれ開局し、2006年12月には地上デジタルテレビ放送の本放送が開始された。
この変更で中継局数は平和台に送信所を設置した場合（100局ほど）の約半数で済ますことができたが、宮崎県外にも広く電波が届くようになった（スピルオーバー）。鹿児島県の放送局が大隅半島の基幹中継局として鹿屋中継局を設置した当初の理由は、スピルオーバーによる視聴者流出を阻止するためであった。更に、遠方の放送局の電波にも影響を及ぼしたため、遠くは広島県の放送局への影響調査までも実施しなければならなくなった。
本項では、2013年8月23日に開局し、2016年6月30日にサービスを終了した「ジャパン・モバイルキャスティング」中継局についても記述する。

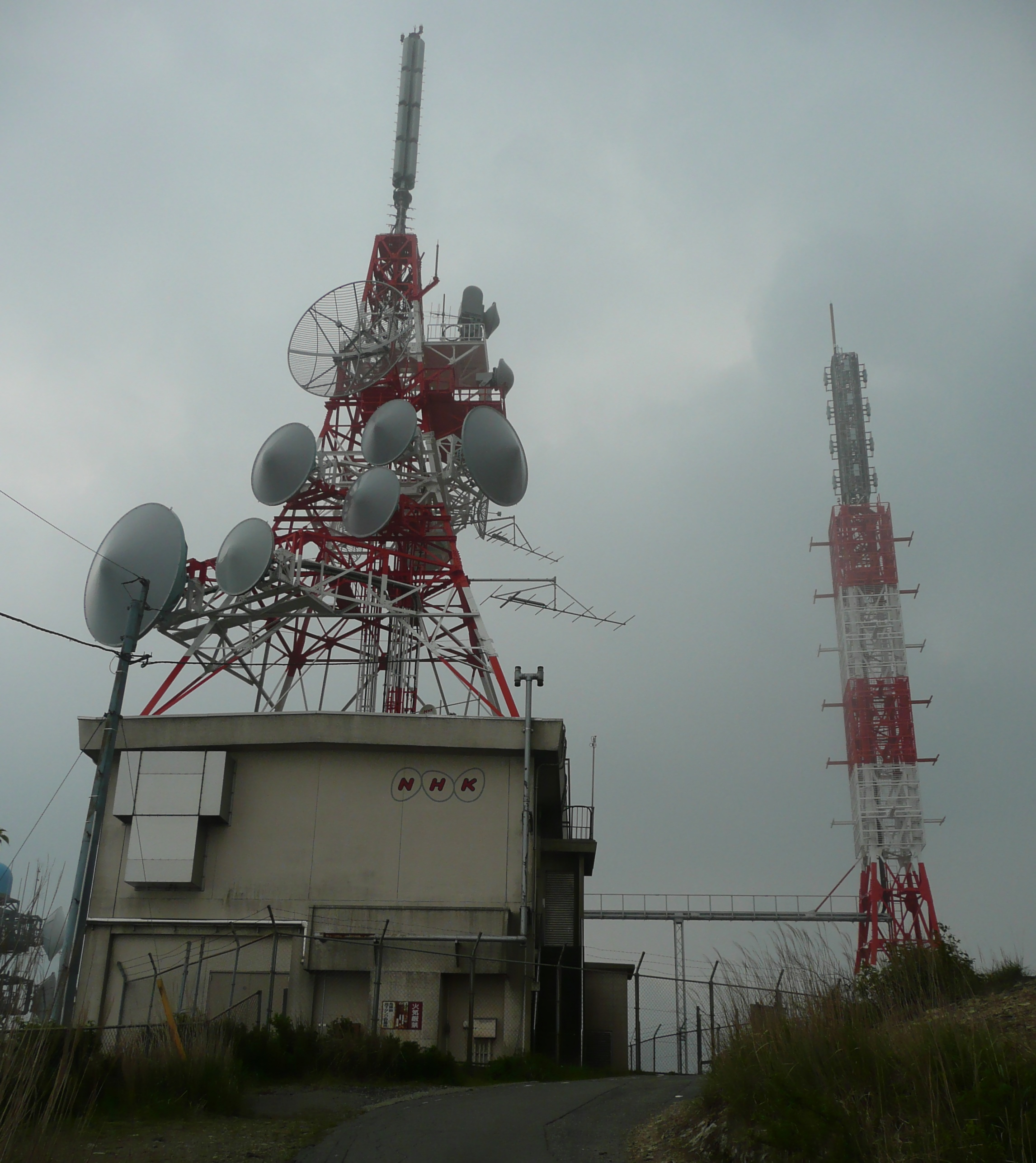
NHK宮崎放送局。左がデジタル総合・教育、右がアナログ総合・教育・FM放送（2008年撮影）
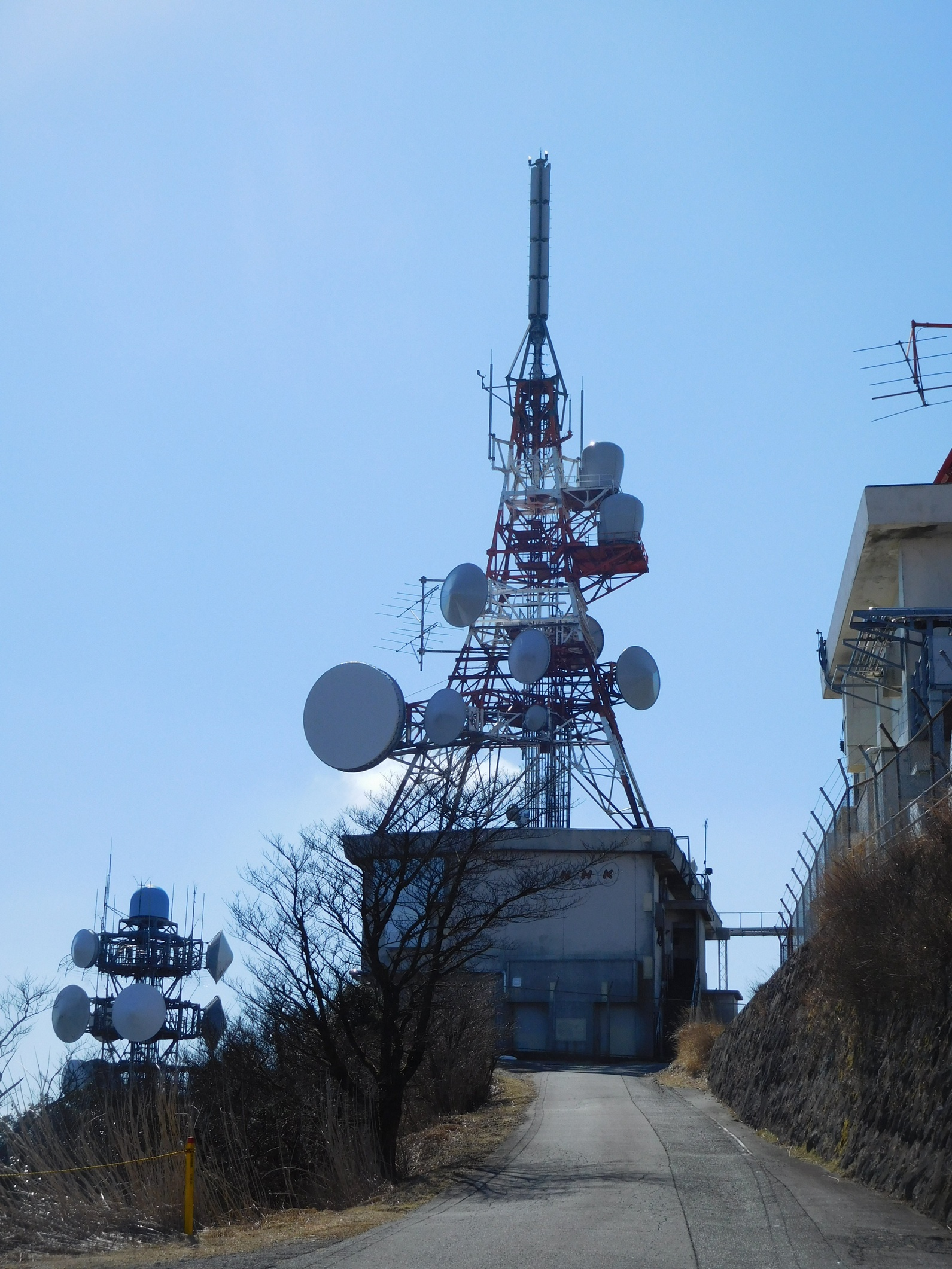
NHK宮崎放送局・デジタル総合・教育（2016年撮影）
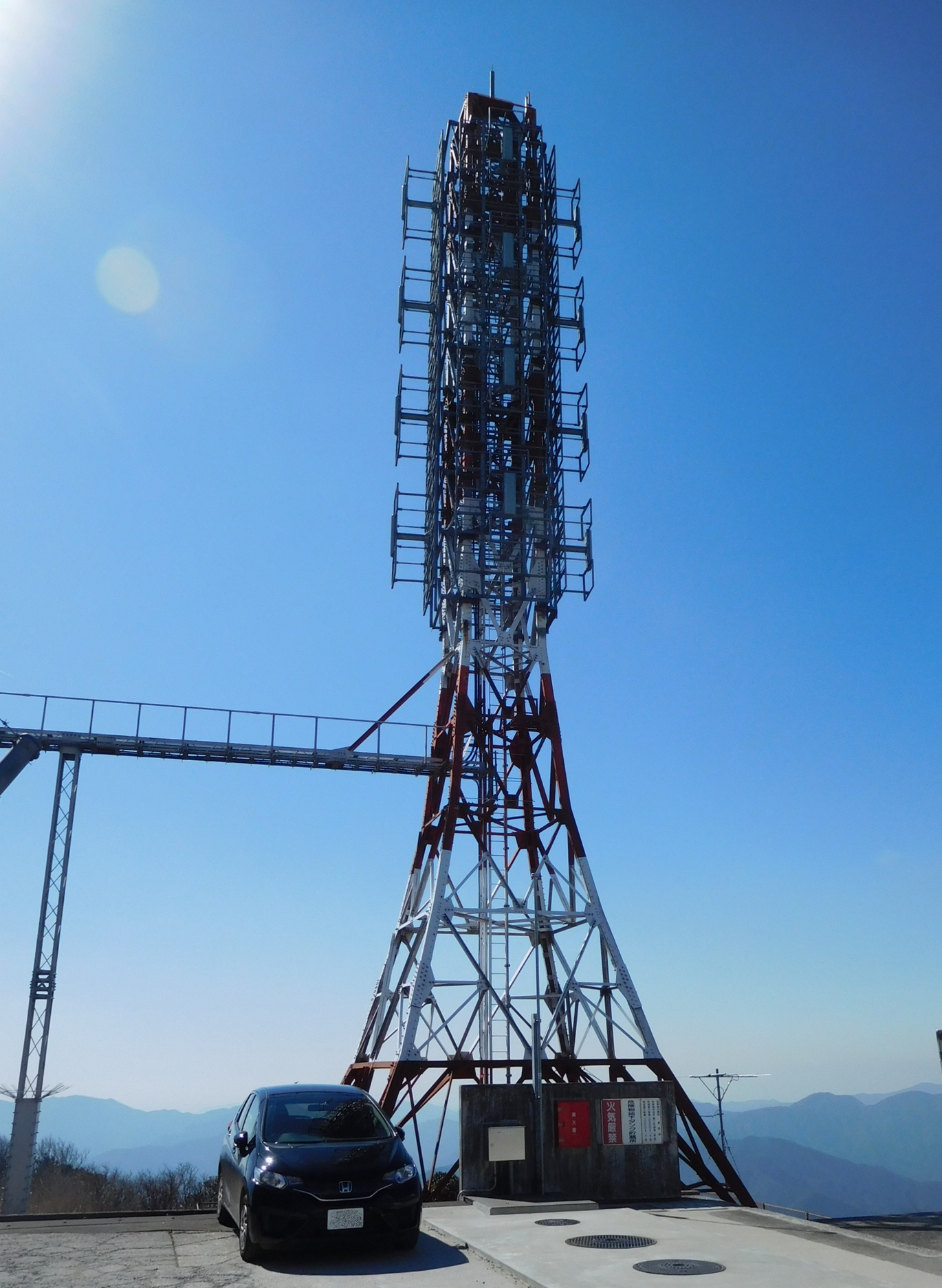
NHK宮崎放送局・FM放送（2016年撮影）
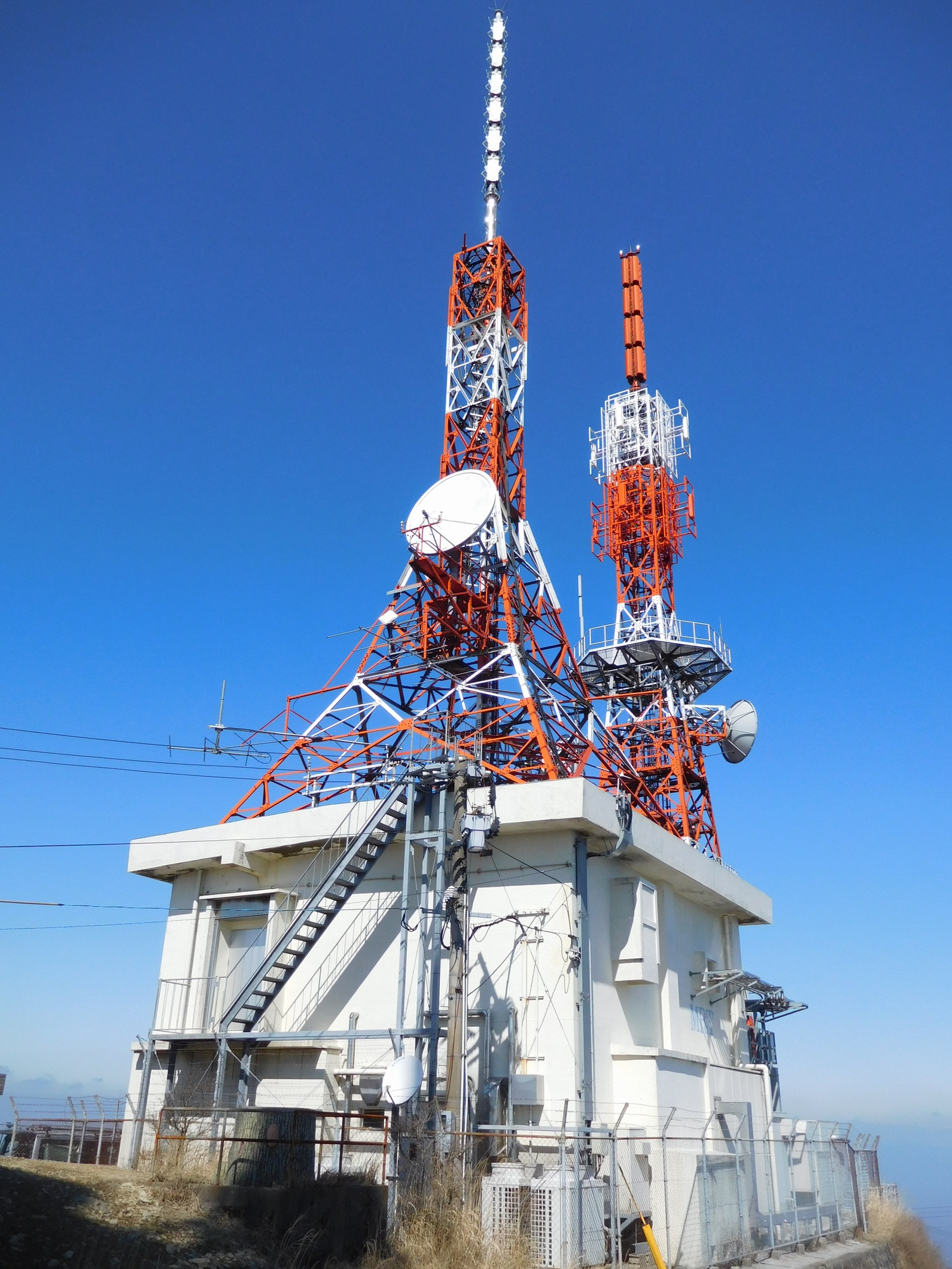
MRT宮崎放送。右がデジタルテレビ・FM補完中継局、左が旧アナログテレビ塔でジャパン・モバイルキャスティング（NOTTV）宮崎中継局（2016年撮影）
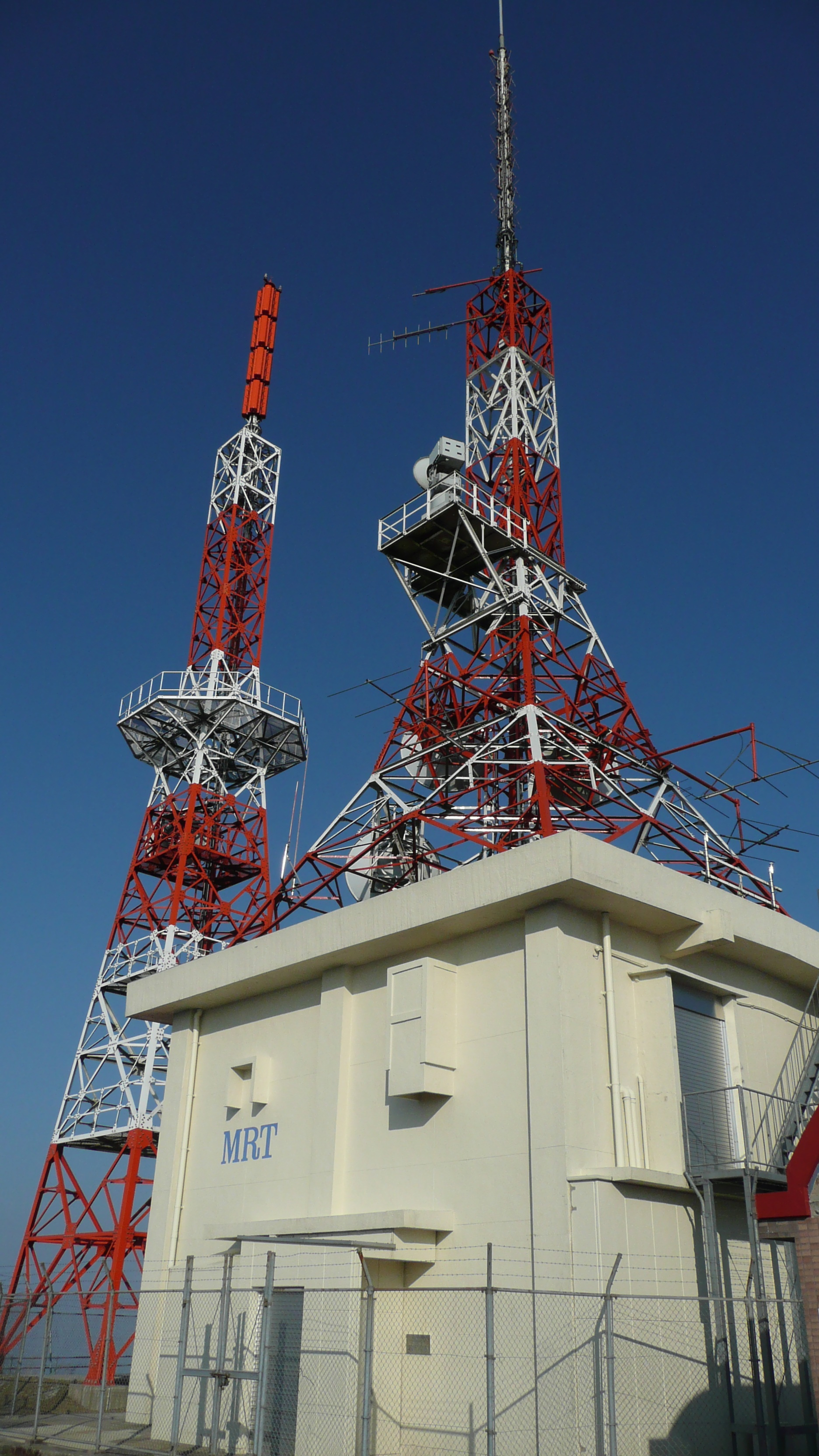
MRT宮崎放送。左がデジタルテレビ、右がアナログテレビ（鰐塚山送信所[10]、2007年撮影）
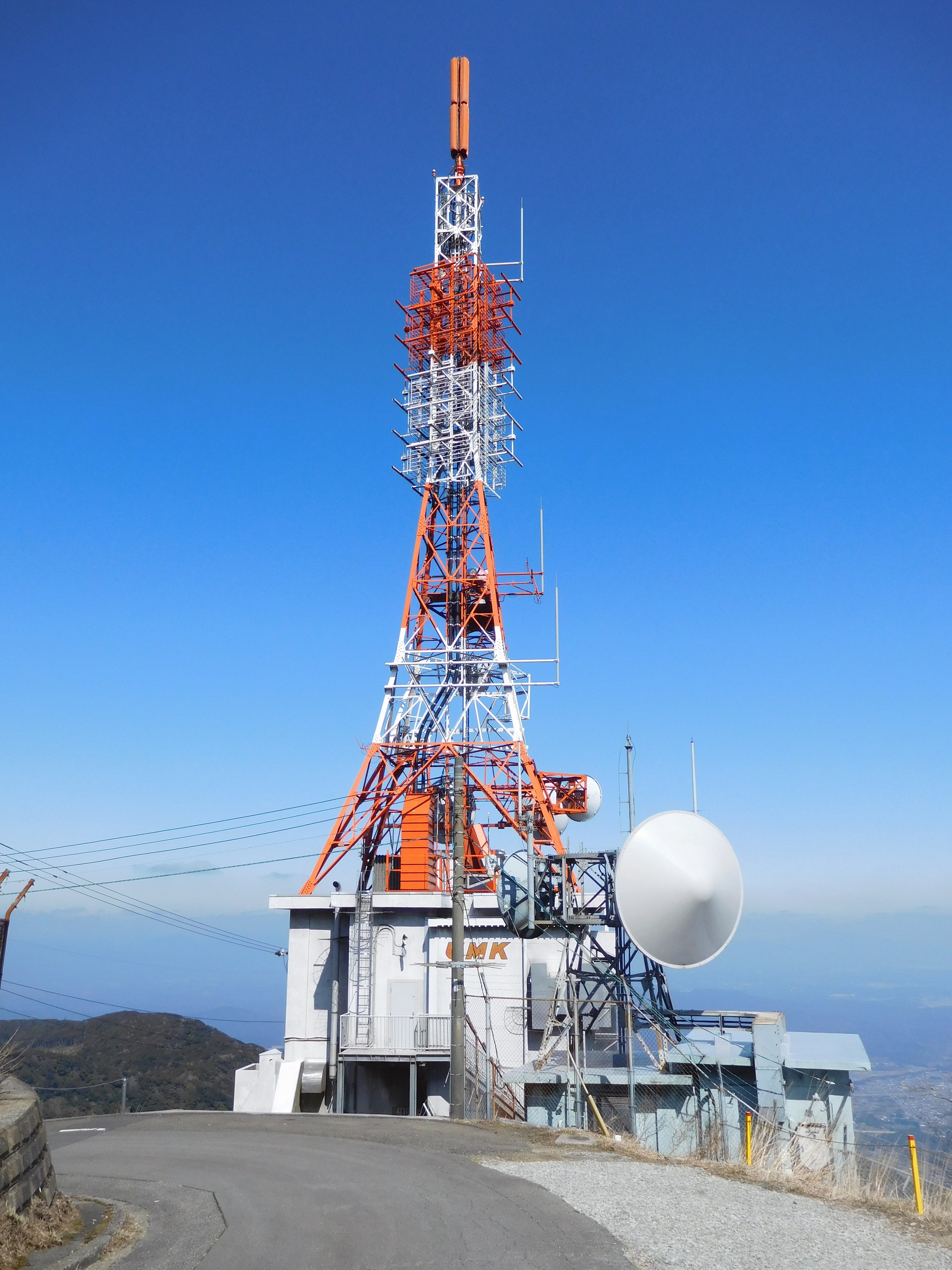
UMKテレビ宮崎とエフエム宮崎（2016年撮影）
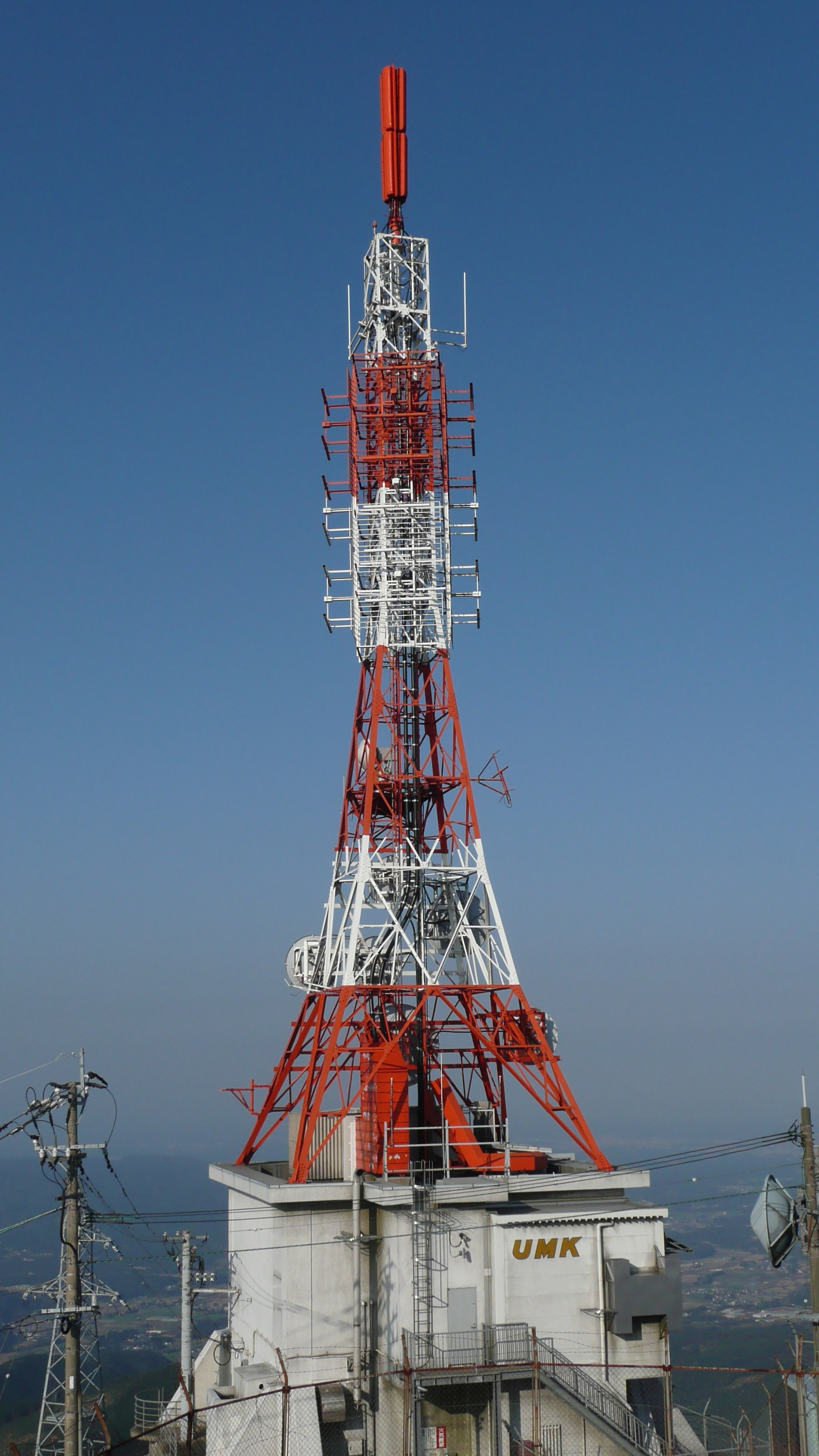
UMKテレビ宮崎とエフエム宮崎（鰐塚送信所[11]、2007年撮影）

### 地上デジタルテレビ放送送信設備
2005年11月15日に予備免許、2006年11月21日に放送免許を取得し、同年12月1日に本放送を開始した。
物理チャンネル15ch（MRT、地上デジタル268ch）においては、地上デジタル放送Gガイドで提供されている番組表データも送信されている。UMKのERPは2007年12月時点では7.6kWであったが、2016年現在は8.1kWとなっている。
| ID | 放送局名       | コールサイン | 物理 チャンネル | 空中線電力 | ERP   | 放送対象地域 | 放送区域 内世帯数 |
| -- | -------------- | ------------ | --------------- | ---------- | ----- | ------------ | ----------------- |
| 1  | NHK 宮崎総合   | JOMG-DTV     | 14ch            | 1kW        | 8.7kW | 宮崎県       | 317,722世帯       |
| 2  | NHK 宮崎教育   | JOMC-DTV     | 13ch            | 1kW        | 8.3kW | 全国放送     | 317,722世帯       |
| 3  | UMK テレビ宮崎 | JODI-DTV     | 16ch            | 1kW        | 8.1kW | 宮崎県       | 317,722世帯       |
| 6  | MRT 宮崎放送   | JONF-DTV     | 15ch            | 1kW        | 8.7kW | 宮崎県       | 317,722世帯       |

### 地上アナログテレビ放送送信設備
NHK総合テレビは1960年7月（教育テレビは1963年12月）、MRTは1960年10月、UMKは1970年4月にそれぞれ開局、2011年7月24日のアナログテレビ終了に伴い運用を終了した。鹿児島県方面の出力は0.6倍（UMKは6kW、NHK・MRTは0.6kW）に抑えられている。
NHK総合テレビはマイクロ回線が開通する1960年10月までNHK鹿児島放送局（鶴丸放送所 3ch）の放送波中継を実施していた。
| チャンネル | 放送局名       | コールサイン | 空中線 電力                                | ERP                                              | 放送対象地域 | 放送区域 内世帯数 |
| ---------- | -------------- | ------------ | ------------------------------------------ | ------------------------------------------------ | ------------ | ----------------- |
| 8          | NHK 宮崎総合   | JOMG-TV      | 映像1kW（200W,600W,120W） /音声250W（50W） | 映像5.6kW（1.1kW,3.3kW,670W） /音声1.6kW（280W） | 宮崎県       | 不明              |
| 10         | MRT 宮崎放送   | JONF-TV      | 映像1kW（600W） /音声250W                  | 映像6.4kW（3.8kW） /音声1.6kW                    | 宮崎県       | 不明              |
| 12         | NHK 宮崎教育   | JOMC-TV      | 映像1kW（600W） /音声250W                  | 映像5.4kW（3.2kW） /音声1.35kW                   | 全国         | 不明              |
| 35         | UMK テレビ宮崎 | JODI-TV      | 映像10kW（6kW） /音声2.5kW                 | 映像72kW（43kW） /音声18kW                       | 宮崎県       | 不明              |

各種データは2007年12月閲覧時点の無線局免許状等情報を用いている。

### FMラジオ放送送信設備
NHK-FMは1964年7月1日に実用化試験局（モノラル）ならび実験局（ステレオ）として運用開始になり、1969年3月1日に本放送を開始した。
エフエム宮崎はテレビ宮崎の施設を間借りしている。NHK-FMの実効輻射電力は2007年12月時点ではエフエム宮崎と同等の3.4kWであったが、2016年現在は2.9kWとなっている。
MRTラジオはFM補完中継局として2015年9月2日に予備免許が交付され、2016年4月1日に本放送を開始。
| 周波数 （MHz） | 放送局名            | コールサイン等     | 空中線電力 | 実効輻射電力 | 放送対象地域 | 放送区域内世帯数           |
| -------------- | ------------------- | ------------------ | ---------- | ------------ | ------------ | -------------------------- |
| 83.2           | JOY FM エフエム宮崎 | JOMU-FM            | 1kW        | 3.4kW        | 宮崎県       | -                          |
| 86.2           | NHK 宮崎FM          | JOMG-FM            | 500W       | 2.9kW        | 宮崎県       | -                          |
| 90.4           | MRT 宮崎放送        | (JONF) (MRT宮崎FM) | 1kW        | 3.2kW        | 宮崎県       | 433,544世帯 （申請による） |

### マルチメディア放送送信設備
2013年4月18日に予備免許交付、6月25日から試験放送開始、8月19日に本免許交付、8月23日から本放送開始。2016年6月30日をもってサービス終了。
| 周波数 （MHz） | 放送局名      | 空中線 電力 | ERP  | 放送区域                              | 放送区域 内世帯数 | 開局日         |
| -------------- | ------------- | ----------- | ---- | ------------------------------------- | ----------------- | -------------- |
| 214.714286     | Jモバ 宮崎MMH | 7.5kW       | 38kW | 宮崎県南部と鹿児島県 大隅地方の各一部 | 412,607世帯       | 2013年 8月23日 |

## 道路
山頂へ至る道路としては宮崎市田野町の田野駅から南下する県道343号鰐塚山田野停車場線（田野ルートとする）と、日南市北郷町の県道33号都城北郷線から北上し県道343号に合流する板谷林道（北郷ルートとする）がある。
最初に開通したのは田野ルートであり、1960年のNHK宮崎放送局と宮崎放送の送信塔設置の際に田野町道として整備された。1965年3月31日に宮崎県告示244号の2により県道として認定され、1980年には全線舗装された。
2005年の台風14号では土砂崩れの影響で山頂が孤立したものの、およそ1週間後には北郷ルートが仮復旧し2008年3月末には田野ルートも復旧した。県道鰐塚山田野停車場線の復旧工事における指名競争入札では、官製談合があったとして当時の県知事安藤忠恕が辞職、のちに逮捕され実刑判決を受けた（宮崎県官製談合事件を参照）。

### 開通までの経緯
#天然の電波塔にあるように、NHKとMRTがテレビ送信所を設ける際に候補地のひとつとして鰐塚山も挙がっていたが、両者は「山頂までのアクセス道路敷設」に難色を示していた。これに対し、田野町は陸上自衛隊西部方面隊へ協力を申し入れることで解決を試みた。都城・熊本の部隊は「機動力不足」を理由に断ったものの、小郡駐屯地の第5施設団が協力することとなり、道路開通への目途が立った。
全長8,830メートル。このうち麓の2,395メートルが熊本営林局負担、残りの6,435メートルが地元負担（NHK・MRT・宮崎県・県内市町村）となった。地元負担のうち中腹（3,411メートル）を自衛隊、山頂（3,024メートル）を志多組がそれぞれ担当した。
自衛隊による工事は1959年5月8日 - 8月20日の期間で実施。残りの区間を志多組が整備し、同年11月25日に完工式が挙行された。